# 1295 Deflotte
1295 Deflotte eller 1933 WD är en asteroid i huvudbältet som upptäcktes den 25 november 1933 av den  den franske astronomen Louis Boyer vid Algerobservatoriet. Den har fått sitt namn efter en släkting till upptäckaren.
Asteroiden har en diameter på ungefär 47 kilometer och den tillhör asteroidgruppen Cybele.